# Vintila Horia
Vintila Horia (18 december 1915 - 4 april 1992) was een Roemeens schrijver, wiens boek Dieu est né en exil ("God is geboren in ballingschap") in 1960 in Frankrijk met de Prix Goncourt werd bekroond. Nadat bekend raakte dat de in ballingschap levende Horia lid was geweest van de fascistische IJzeren Garde in Roemenië, heeft hij die prijs echter nooit gekregen.
- Bibsys: 90952263
- Biblioteca Nacional de España: XX953028
- Bibliothèque nationale de France: cb119077296 (data)
- Gemeinsame Normdatei: 128579625
- International Standard Name Identifier: 0000 0001 0930 1705
- Library of Congress Control Number: n79117956
- Nationale Bibliotheek van Tsjechië: jo20191029467
- Nationale Bibliotheek van Israël: 987007275428305171
- Nederlandse Thesaurus van Auteursnamen: 072104597
- Istituto Centrale per il Catalogo Unico: CFIV028000
- Système universitaire de documentation: 026924463
- Virtual International Authority File: 105417119
- WorldCat: E39PBJhMgBGVKWjhqrD3j8qRKd